# Arros-de-Nay
Arros-de-Nay – miejscowość i gmina we Francji, w regionie Nowa Akwitania, w departamencie Pireneje Atlantyckie.
Według danych na rok 2015 gminę zamieszkiwało 808 osób, a gęstość zaludnienia wynosiła 61,0 osób/km².